# Südweststadt (Karlsruhe)
Die Südweststadt von Karlsruhe ist ein Stadtteil, der zwischen Kriegsstraße, Hauptbahnhof, Stadtgarten und dem Beiertheimer Feld liegt.
Früher gehörte das Gebiet der heutigen Südweststadt zu Beiertheim. Erst als sich in der Südweststadt Industrie ansiedelte und ab 1860 begonnen wurde, das Gebiet baulich zu erschließen, begann der Stadtteil Form anzunehmen. Am östlichen Ende entstand ab 1864 der Zoologische Stadtgarten. 1895 wurde der Bürgerverein Südweststadt als Interessensvertretung der Bewohner gegründet. 1913 eröffnete südlich des Stadtgartens der neue Hauptbahnhof. Auf dem Gebiet der Südweststadt siedelten sich im Ersten Weltkrieg auch die Industriewerke Karlsruhe an (Waffen- und Munitionsfabrik), deren Gebäude heute unter anderem vom Zentrum für Kunst und Medien (ZKM) genutzt wird. Da die Südweststadt zunächst als Industriegebiet ausgewiesen worden war und sich viele Industriebetriebe angesiedelt hatten, wurde als Spitzname der Südweststädter „Fabrikler“ geprägt.
Die meisten Gebäude in der Südweststadt wurden von 1900 bis 1930 errichtet, so etwa die Bebauung des Bahnhofplatzes mit Hauptbahnhof, südlichem Stadtgarteneingang und Schlosshotel.
Heute befinden sich in der Südweststadt neben dem ZKM der Generalbundesanwalt beim Bundesgerichtshof, der Park Günther-Klotz-Anlage, die St. Vincentius-Kliniken und die Europahalle.

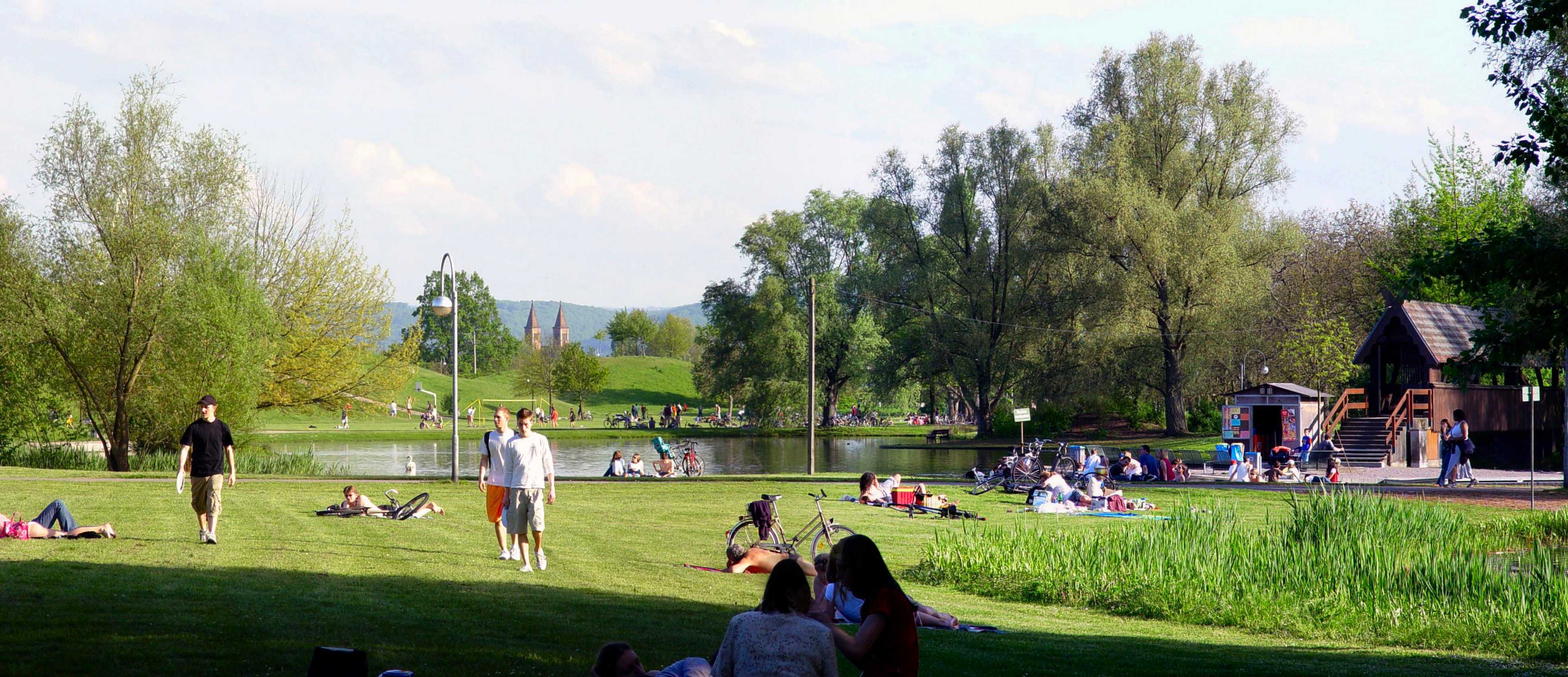
Günther-Klotz-Anlage
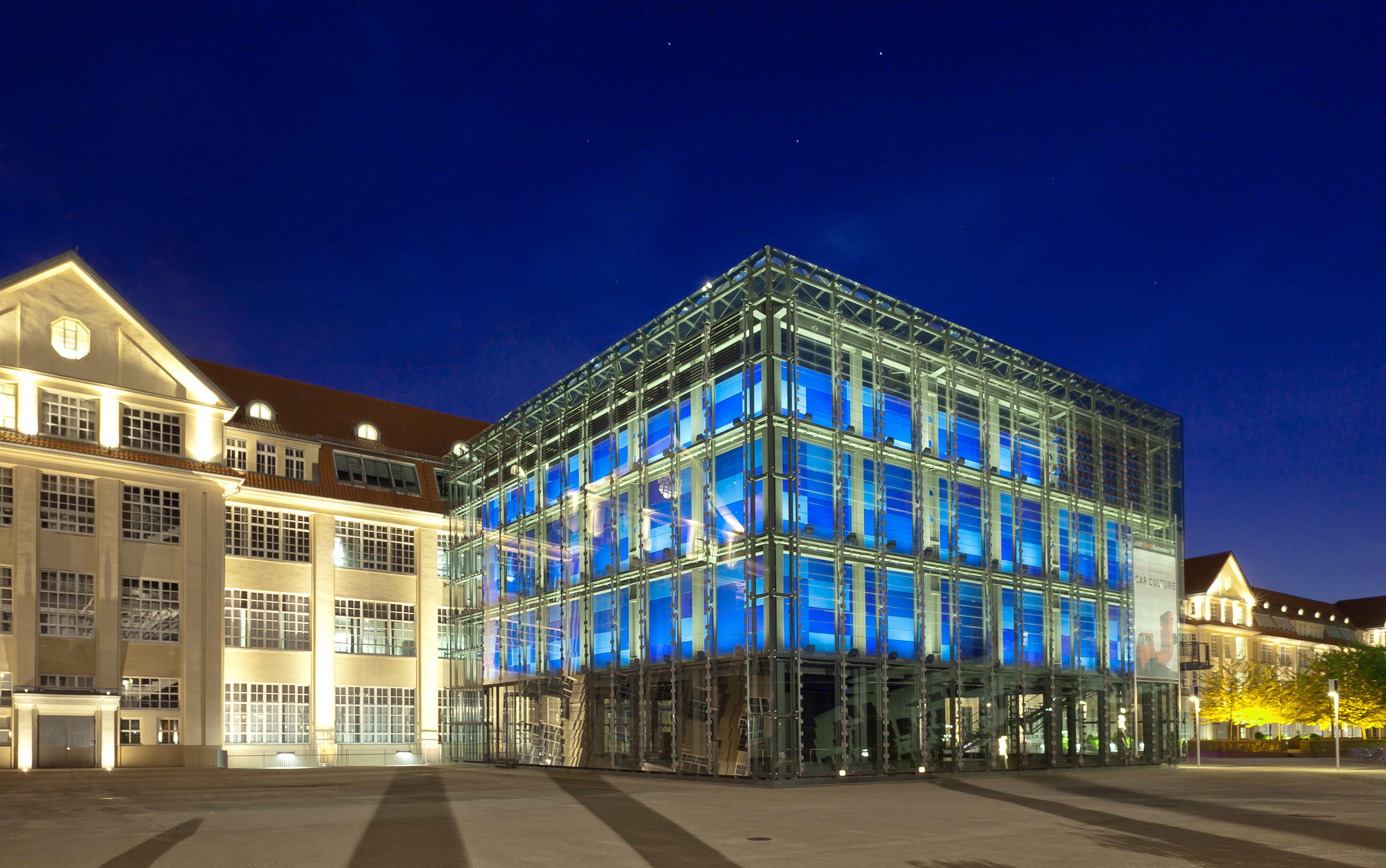
Zentrum für Kunst und Medien
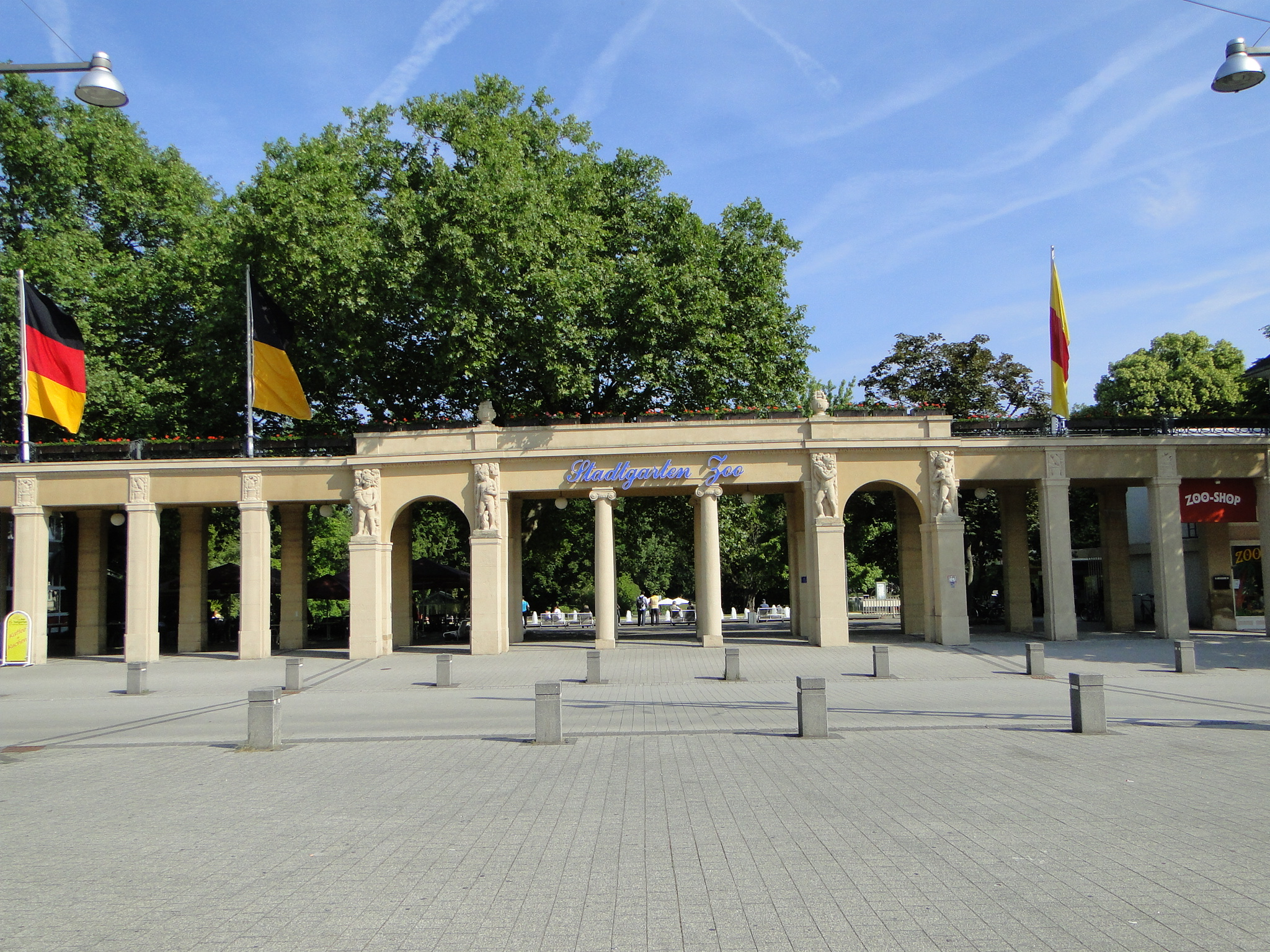
Eingang zum Stadtgarten mit Zoo
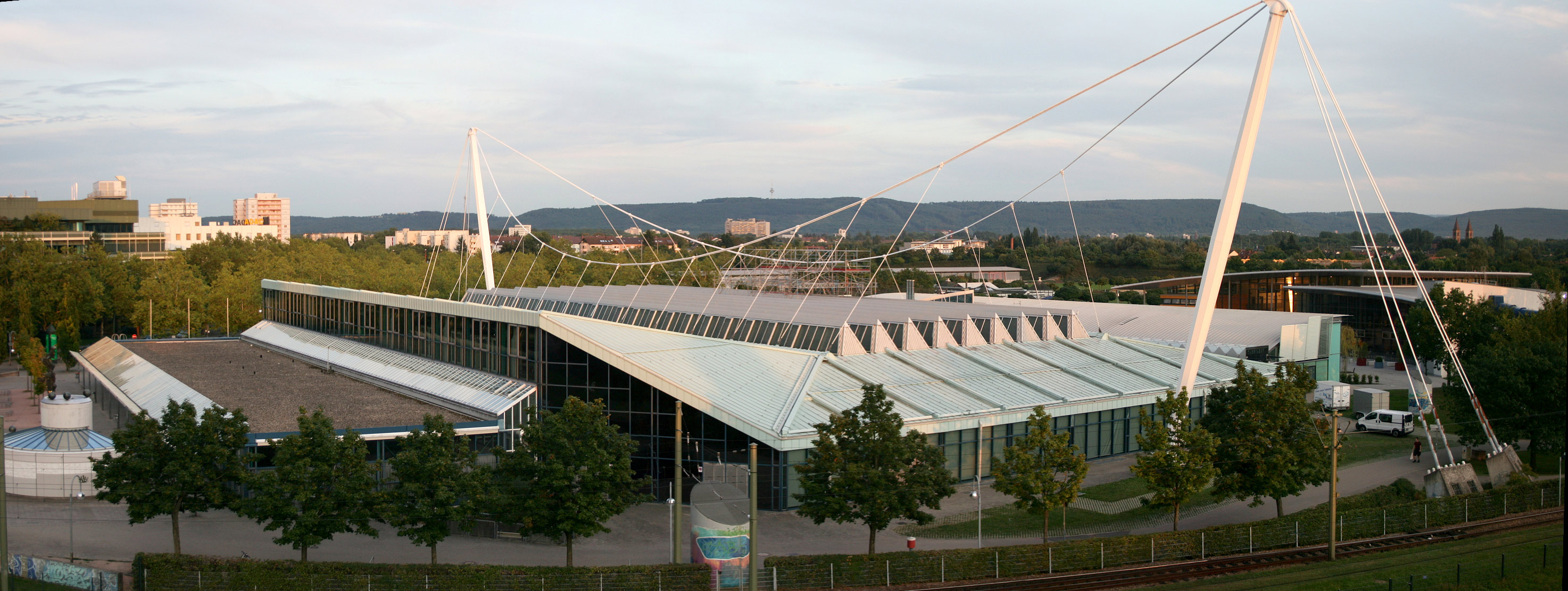
Europahalle